# Alizé Cornet
Alizé Cornet (Nizza, 1990. január 22. –) francia hivatásos teniszezőnő, junior Grand Slam-tornagyőztes, négyszeres olimpikon.
Juniorként 2007-ben megnyerte a Roland Garroson a lányok versenyét. 2006–2024 közötti profi pályafutása során egyéniben hat, párosban három WTA-tornát nyert meg, emellett egyéniben és párosban is három ITF-versenyen diadalmaskodott. Az egyéni világranglistán a legjobb helyezése egyéniben a tizenegyedik volt, amelyet 2009 februárjában ért el, párosban az 59. helyen állt 2011. márciusban.
A Grand Slam-tornákon legjobb eredményeként egyéniben a 2022-es Australian Openen, a 63. Grand Slam-tornáján jutott a negyeddöntőig. Párosban a legjobb eredménye a 3. kör, amelyet a 2014-es és a 2019-es Australian Open, a 2019-es wimbledoni teniszbajnokságon, valamint a 2023-as Roland Garroson ért el. A 2014-es WTA-szezon nagy meglepetéseként három alkalommal is legyőzte a világranglistát vezető Serena Williamst. 2014-ben tagja volt a Hopman-kupán győztes francia válogatottnak. 2008 óta a francia Fed-kupa-csapat tagja.
Négy olimpián is a francia olimpiai csapat tagja volt: 2008-ban egyesben a 3. körben kapott ki Serena Williamstől; 2012-ben egyesben a 2. körig jutott, ahol vereséget szenvedett a szlovák Daniela Hantuchovától, a 2016-os egyéni versenyen is a 2. körben esett ki, miután vereséget szenvedett Serena Williamstől. A 2021-ben Tokióban megrendezett 2020-as olimpia egyéni versenyen az 1. körben, párosban a 2. körben esett ki.
A 2024-es Roland Garrost követően vonult vissza a profi versenyzéstől.

## Junior Grand Slam döntői

### Egyéni

#### Győzelmek (1)
| Év   | Bajnokság     | Borítás | Ellenfél             | Eredmény |
| ---- | ------------- | ------- | -------------------- | -------- |
| 2007 | Roland Garros | Salak   | Mariana Duque Mariño | 6–2, 6–3 |

## WTA-döntői

### Egyéni

#### Győzelmei (6)
| Összesítés           |                        |                               |
| Grand Slam-torna (0) |                        |                               |
| Tier I (0)           | Premier Mandatory* (0) | WTA 1000 (kötelező)** (0)     |
| Tier II (0)          | Premier Five* (0)      | WTA 1000 (nem kötelező)** (0) |
| Tier III (1)         | Premier* (0)           | WTA 500** (0)                 |
| Tier IV (0)          | International* (5)     | WTA 250** (0)                 |
| Tier V (0)           | Challenger* (0)        |                               |

- * 2009-től megváltozott a tornák rendszere. Challenger tornákat 2012-től rendeznek. Az egymás mellett azonos színnel jelölt tornatípusok között nincs teljes mértékű megfelelés.
- **2021-től megváltozott a tornák kategóriáinak elnevezése.

| No. | Dátum             | Helyszín                                 | Borítás    | Ellenfél a döntőben | Eredmény a döntőben | Eredmény a döntőben |
| 1.  | 2008. július 13.  | Budapest Grand Prix, Budapest            | Salak      | Andreja Klepač      | 7–6(5), 6–3         | (részletek)         |
| 2.  | 2012. június 17.  | Gastein Ladies, Bad Gastein              | Salak      | Yanina Wickmayer    | 7–5, 7–6(1)         | (részletek)         |
| 3.  | 2013. május 25.   | Internationaux de Strasbourg, Strasbourg | Salak      | Lucie Hradecká      | 7–6(4), 6–0         |                     |
| 4.  | 2014. április 13. | Katowice Open, Katowice                  | Kemény (f) | Camila Giorgi       | 7–6(3), 5–7, 7–5    |                     |
| 5.  | 2016. január 16.  | Moorilla Hobart International, Hobart    | Kemény     | Eugenie Bouchard    | 6–1, 6–2            |                     |
| 6.  | 2018. július 22.  | Ladies Championship Gstaad, Gstaad       | Salak      | Mandy Minella       | 6–4, 7–6(6)         |                     |

#### Elvesztett döntői (9)
| No. | Dátum                | Helyszín                                     | Borítás | Ellenfél a döntőben | Eredmény a döntőben | Eredmény a döntőben |
| 1.  | 2008. március 2.     | Abierto Mexicano Telcel, Acapulco            | Salak   | Flavia Pennetta     | 0–6, 6–4, 1–6       |                     |
| 2.  | 2008. május 12.      | Internazionali BNL d’Italia, Róma            | Salak   | Jelena Janković     | 2–6, 2–6            |                     |
| 3.  | 2012. május 26.      | Internationaux de Strasbourg, Strasbourg     | Salak   | F. Schiavone        | 4–6, 4–6            | (részletek)         |
| 4.  | 2014. február 22.    | Dubai Duty Free Tennis Championships, Dubaj  | Kemény  | Venus Williams      | 3–6, 0–6            |                     |
| 5.  | 2014. szeptember 20. | Guangzhou International Women’s Open, Kanton | Kemény  | Monica Niculescu    | 4–6, 0–6            |                     |
| 6.  | 2017. január 7.      | Brisbane International, Brisbane             | Kemény  | Karolína Plíšková   | 0–6, 3–6            |                     |
| 7.  | 2019. július 21.     | Ladies Open Lausanne, Lausanne               | Salak   | Fiona Ferro         | 1–6, 6–2, 1–6       |                     |
| 8.  | 2021. augusztus 28.  | Chicago Women's Open, Chicago                | Kemény  | Elina Szvitolina    | 5–7, 4–6            |                     |
| 9.  | 2022. október 9.     | Jasmin Open, Monasztir                       | Kemény  | Elise Mertens       | 2–6, 0–6            |                     |

### Páros

#### Győzelmei (3)
| Összesítés           |                        |
| Grand Slam-torna (0) |                        |
| Tier I (0)           | Premier Mandatory* (0) |
| Tier II (0)          | Premier Five* (0)      |
| Tier III (1)         | Premier* (0)           |
| Tier IV (0)          | International* (2)     |
| Tier V (0)           | Challenger* (0)        |

* 2009-től megváltozott a tornák rendszere. Challenger tornákat 2012-től rendeznek.
 Az egymás mellett azonos színnel jelölt tornatípusok között nincs teljes mértékű megfelelés.
| No. | Dátum             | Helyszín                                 | Borítás | Partner            | Ellenfél a döntőben                     | Eredmény a döntőben | Eredmény a döntőben |
| 1.  | 2008. július 13.  | Budapest Grand Prix, Budapest            | Salak   | Janette Husárová   | Raluca Olaru Vanessa Henke              | 6–7(5), 6–1, [10–6] |                     |
| 2.  | 2010. május 22.   | Internationaux de Strasbourg, Strasbourg | Salak   | Vania King         | Alla Kudrjavceva Anastasia Rodionova    | 3–6, 6–4, [10–7]    |                     |
| 3.  | 2015. október 18. | Hong Kong Open, Hongkong                 | Kemény  | Jaroszlava Svedova | Lara Arruabarrena Vecino Andreja Klepač | 7–5, 6–4            |                     |

#### Elveszített döntői (4)
| No. | Dátum                | Helyszín                                     | Borítás | Partner            | Ellenfél a döntőben              | Eredmény a döntőben | Eredmény a döntőben |
| 1.  | 2011. augusztus 27.  | Texas Tennis Open, Dallas                    | Kemény  | Pauline Parmentier | Alberta Brianti Sorana Cîrstea   | 5–7, 3–6            |                     |
| 2.  | 2014. szeptember 20. | Guangzhou International Women’s Open, Kanton | Kemény  | Magda Linette      | Csuang Csia-jung Liang Csen      | 6–2, 6–7(3), [7–10] |                     |
| 3.  | 2017. augusztus 6.   | Bank of the West Classic, Stanford           | Kemény  | Alicja Rosolska    | Abigail Spears Coco Vandeweghe   | 2–6, 3–6            |                     |
| 4.  | 2022. június 19.     | German Open, Berlin                          | Fű      | Jil Teichmann      | Storm Sanders Kateřina Siniaková | 3–6, 4–6            |                     |

## Eredményei Grand Slam-tornákon

### Egyéni
| Grand Slam | Australian Open | Australian Open     | Roland Garros | Roland Garros       | Wimbledon      | Wimbledon           | US Open  | US Open           |
| Év         | Eredmény        | Utolsó ellenfél     | Eredmény      | Utolsó ellenfél     | Eredmény       | Utolsó ellenfél     | Eredmény | Utolsó ellenfél   |
| 2005       | –               | –                   | 2. kör        | Amélie Mauresmo     | –              | –                   | –        | –                 |
| 2006       | 1.kör           | Nakamura Aiko       | 2. kör        | Tathiana Garbin     | –              | –                   | –        | –                 |
| 2007       | 1. kör          | Daniela Hantuchová  | 1. kör        | Venus Williams      | 2. kör         | Szugijama Ai        | 3. kör   | Jelena Janković   |
| 2008       | 2. kör          | Daniela Hantuchová  | 3. kör        | Agnieszka Radwańska | 1. kör         | A Pavljucsenkova    | 3. kör   | A-L Grönefeld     |
| 2009       | 4. kör          | Gyinara Szafina     | 2. kör        | Sorana Cîrstea      | 1. kör         | Vera Dusevina       | 2. kör   | Cseng Csie        |
| 2010       | 1. kör          | Francesca Schiavone | 1. kör        | A Pavljucsenkova    | 1. kör         | Raluca Olaru        | 1. kör   | Kaia Kanepi       |
| 2011       | 3. kör          | Kim Clijsters       | 2. kör        | N Llagostera Vives  | 1. kör         | Katerina Bondarenko | 2. kör   | Roberta Vinci     |
| 2012       | 1. kör          | Monica Niculescu    | 1. kör        | Cseng Csie          | 2. kör         | Tamira Paszek       | 2. kör   | Petra Kvitová     |
| 2013       | 2. kör          | Venus Williams      | 3. kör        | V Azaranka          | 3. kör         | Flavia Pennetta     | 3. kör   | V Azaranka        |
| 2014       | 3. kör          | M Sarapova          | 2. kör        | Taylor Townsend     | 4. kör         | Eugenie Bouchard    | 3. kör   | Lucie Šafářová    |
| 2015       | 3. kör          | Dominika Cibulková  | 4. kör        | Elina Szvitolina    | 2. kör         | Volha Havarcova     | 1. kör   | Nara Kurumi       |
| 2016       | 2. kör          | Csang Suaj          | 3. kör        | Venus Williams      | 3. kör         | Madison Keys        | 1. kör   | M Lučić-Baroni    |
| 2017       | 2. kör          | María Szákari       | 4. kör        | Caroline Garcia     | 1. kör         | Camila Giorgi       | 2. kör   | Petra Kvitová     |
| 2018       | 3. kör          | Elise Mertens       | 2. kör        | Pauline Parmentier  | 1. kör         | Dominika Cibulková  | 1. kör   | Johanna Larsson   |
| 2019       | 2. kör          | Venus Williams      | 1. kör        | Viktória Kužmová    | 1. kör         | Viktorija Azaranka  | 2. kör   | Belinda Bencic    |
| 2020       | 2. kör          | Donna Vekić         | 2. kör        | Csang Suaj          | elmaradt       | elmaradt            | 4. kör   | Cvetana Pironkova |
| 2021       | 2. kör          | Ann Li              | 1. kör        | Harmony Tan         | 2. kör         | Ajla Tomljanović    | 1. kör   | Unsz Dzsábir      |
| 2022       | Negyeddöntő     | Danielle Collins    | 3. kör        | Cseng Csin-ven      | 4. kör         | Ajla Tomljanović    | 3. kör   | Danielle Collins  |
| 2023       | 1. kör          | Leylah Fernandez    | 1. kör        | Camila Giorgi       | 2. kör         | Jelena Ribakina     | 1. kör   | Elina Avaneszjan  |
| 2024       | 1. kör          | Marija Tyimofejeva  | 1. kör        | Cseng Csin-ven      | –              | –                   | –        | –                 |
| 2025       | –               | –                   | –             | –                   | Selejtező (Q3) | Selejtező (Q3)      |          |                   |

### Páros
| Grand Slam | Australian Open             | Australian Open                    | Roland Garros             | Roland Garros                       | Wimbledon                 | Wimbledon                            | US Open                   | US Open                             |
| Év         | Eredmény Partner            | Utolsó ellenfél                    | Eredmény Partner          | Utolsó ellenfél                     | Eredmény Partner          | Utolsó ellenfél                      | Eredmény Partner          | Utolsó ellenfél                     |
| 2006       | –                           | –                                  | 1. kör Virginie Pichet    | A Bondarenko Juliana Fedak          | –                         | –                                    | –                         | –                                   |
| 2007       | –                           | –                                  | 1. kör Youlia Fedossova   | Stéphanie Foretz Camille Pin        | –                         | –                                    | –                         | –                                   |
| 2008       | 1. kör Camille Pin          | Iveta Benešová G Voszkobojeva      | 2. kör Bacsinszky Tímea   | A Bondarenko K Bondarenko           | 1. kör Bacsinszky Tímea   | Raquel Kops-Jones Abigail Spears     | 1. kör Bacsinszky Tímea   | Dominika Cibulková Virginie Razzano |
| 2009       | 2. kör Camille Pin          | V Azaranka V Zvonarjova            | 1. kör S Cohen-Aloro      | V Azaranka Jelena Vesznyina         | 1. kör Pauline Parmentier | A Pavljucsenkova Francesca Schiavone | 1. kör Bacsinszky Tímea   | Iveta Benešová B Záhlavová-Strýcová |
| 2010       | 1. kör Sharon Fichman       | Jelena Vesznyina Cseng Csie        | 2. kör Aravane Rezaï      | Lisa Raymond Rennae Stubbs          | –                         | –                                    | 1. kör Julie Coin         | Liezel Huber N Petrova              |
| 2011       | 1. kör Gallovits-Hall Edina | Natalie Grandin Vladimíra Uhlířová | 1. kör Virginie Razzano   | Jelena Janković A Pavljucsenkova    | 1. kör Aravane Rezaï      | M Koritceva T Pucsak                 | –                         | –                                   |
| 2012       | 1. kör V Havarcova          | Sz Kuznyecova V Zvonarjova         | 1. kör Virginie Razzano   | Babos Tímea Hszie Su-vej            | 1. kör P Parmentier       | Christina McHale Tamira Paszek       | 1. kör I-C Begu           | Angelique Kerber Tamira Paszek      |
| 2013       | 1. kör Mona Barthel         | Alekszandra Panova G Voszkobojeva  | 1. kör Virginie Razzano   | B Mattek Sands Szánija Mirza        | 2. kör P Parmentier       | Julia Görges B Záhlavová- Strýcová   | 2. kör Caroline Garcia    | J Makarova J Vesznyina              |
| 2014       | 3. kör Caroline Garcia      | R Kops-Jones Abigail Spears        | 1. kör Caroline Garcia    | Kristina Mladenovic Flavia Pennetta | 2. kör Caroline Garcia    | R Kops-Jones Abigail Spears          | 1. kör Kirsten Flipkens   | Garbiñe Muguruza C Suárez Navarro   |
| 2015       | 1. kör Pauline Parmentier   | Shelby Rogers Donna Vekić          | 2. kör Magda Linette      | Casey Dellacqua J Svedova           | 1. kör Aleksandra Krunić  | Andrea Hlaváčková Lucie Hradecká     | 1. kör Magda Linette      | L Arruabarrena Andreja Klepač       |
| 2016       | 1. kör Magda Linette        | K Bondarenko Olha Szavcsuk         | 2. kör Magda Linette      | Madison Brangle Tatjana Maria       | 2. kör Xenia Knoll        | Andrea Hlaváčková Lucie Hradecká     | 1. kör Pauline Parmentier | Darija Jurak Anastasia Rodionova    |
| 2017       | 2. kör Magda Linette        | Hozumi Eri Kato Miju               | 1. kör Elise Mertens      | B Mattek-Sands Lucie Šafářová       | 1. kör Xenia Knoll        | Csan Jung-zsan Martina Hingis        | 1. kör Xenia Knoll        | Lucie Hradecká Kateřina Siniaková   |
| 2018       | 1. kör Heather Watson       | Alicja Rosolska Abigail Spears     | –                         | –                                   | 1. kör Irina Bara         | Andreja Klepač MJ Martínez Sánchez   | 1. kör Irina Bara         | Bacsinszky Tímea Vera Zvonarjova    |
| 2019       | 3. kör Petra Martić         | Samantha Stosur Csang Suaj         | 2. kör Petra Martić       | Babos Tímea Kristina Mladenovic     | 3. kör Petra Martić       | Babos Tímea Kristina Mladenovic      | 1. kör Fiona Ferro        | A-L Grönefeld Demi Schuurs          |
| 2020       | 1. kör Fiona Ferro          | Zarina Dias Jelena Ribakina        | 1. kör Pauline Parmentier | Laura Siegemund Vera Zvonarjova     | elmaradt                  | elmaradt                             | –                         | –                                   |
| 2021       | –                           | –                                  | –                         | –                                   | –                         | –                                    | 2. kör Fiona Ferro        | V Kugyermetova B Mattek-Sands       |
| 2022       | 1. kör Diane Parry          | A-L Friedsam Raluca Olaru          | 1. kör Diane Parry        | Bondár Anna Greet Minnen            | 2. kör Diane Parry        | Alexa Guarachi Andreja Klepač        | 1. kör Jil Teichmann      | Desirae Krawczyk Demi Schuurs       |
| 2023       | 1. kör Samantha Stosur      | Csan Hao-csing Jang Csao-hszüan    | 3. kör Diane Parry        | Csan Hao-csing Latisha Chan         | –                         | –                                    | 1. kör Katarzyna Piter    | Aliona Bolsova Rebeka Masarova      |
| 2024       | –                           | –                                  | 1. kör Fiona Ferro        | Anna Blinkova Arantxa Rus           | –                         | –                                    | –                         | –                                   |

## Év végi világranglista-helyezései
| Év     | 2004 | 2005 | 2006 | 2007 | 2008 | 2009 | 2010 | 2011 | 2012 | 2013 | 2014 | 2015 | 2016 | 2017 | 2018 | 2019 | 2020 | 2021 | 2022 | 2023 | 2024 |
| Egyéni | 861. | 308. | 189. | 57.  | 16.  | 50.  | 78.  | 89.  | 44.  | 27.  | 20.  | 43.  | 46.  | 38.  | 47.  | 60.  | 53.  | 59.  | 36.  | 118. | 279. |
| Páros  | –    | –    | –    | 364. | 127. | 186. | 79.  | 86.  | 92.  | 174. | 110. | 108. | 153. | 115. | 156. | 111. | 185. | 280. | 67.  | 317. | 756. |